# 碘酸镨
碘酸镨是一种无机化合物，化学式为Pr(IO3)3。它可由硝酸镨和碘酸钾在热的水溶液中反应得到：
Pr(NO3)3 + 3 KIO3 → Pr(IO3)3 + 3 KNO3
它可以按下式进行热分解：
7 Pr(IO3)3 → Pr5(IO6)3 + Pr2O3 + 9 I2 + 21 O2